# Liste der kolumbianischen Botschafter in Osttimor

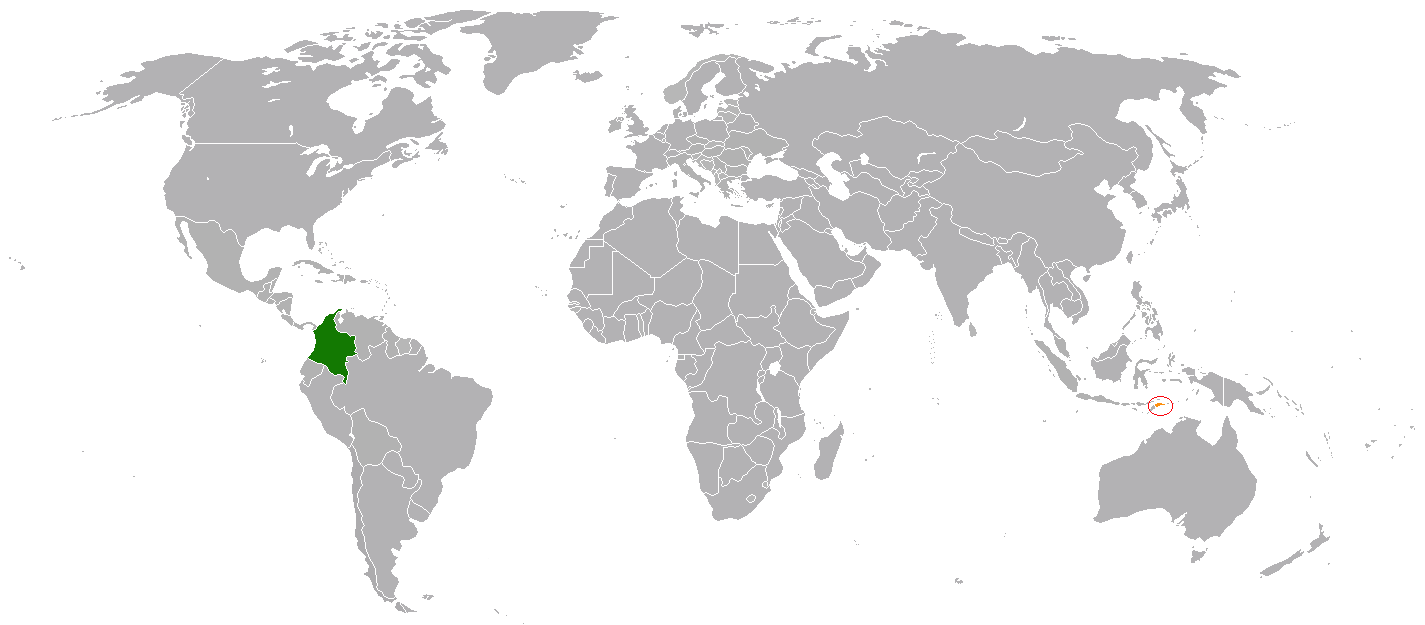
Kolumbien (grün) und Osttimor (orange)

Diese Liste führt die kolumbianischen Botschafter in Osttimor auf.

## Liste der Botschafter
| Name                       | Amtszeit  | Anmerkungen                                                                                             |           |
| Kolumbien                  | Kolumbien | Kolumbien                                                                                               | Kolumbien |
| -------------------------- | --------- | --- | --------- |
| ?                          |           | |           |
| José Renato Salazar Acosta | 2016–2018 | Akkreditierung:11. Juli 2017                                                                            |           |
| Juan Camilo Valencia       | seit 2019 | Akkreditierung in Indonesien: 13. Februar 2019 Akkreditierung in Osttimor (virtuell): 11. November 2021 |           |